# Беатрис фон Нюрнберг
Беатрис фон Нюрнберг (на немски: Beatrix von Hohenzollern, Beatrix fon Nürnberg; * ок. 1362, † 10 юни 1414) от фамилията Хоенцолерн е чрез брак херцогиня на Австрия от 1375 до 1395 г.

## Произход
Тя е дъщеря на бургграф Фридрих V от Нюрнберг (1333 – 1398) и принцеса Елизабет фон Майсен (1329 – 1375) от род Ветини, дъщеря на маркграф Фридрих II от Майсен (1310 – 1349) и Матилда Баварска (1313 – 1346). Нейната сестра Елизабет (1358 – 1411) се омъжва през 1374 г. за крал Рупрехт от Германия. Нейният по-малък брат Фридрих I е първият курфюрст на Бранденбург (1415 – 1440) и прародител на пруските владетели.

## Брак и потомство
През 1375 г. Беатрис се омъжва във Виена за Албрехт III (* 1349/1350; † 29 август 1395) от фамилията Хабсбурги, херцог на Австрия. Тя е втората му съпруга. Преди това той бил женен за Елизабет Люксембург-Бохемска, дъщеря на Карл IV, крал на Бохемия, която умира бездетна през 1373 г. на 16 години. През 1377 г. Беатрис ражда единственият му син херцог Албрехт IV (1377 – 1404), който се жени 1390 г. за Йохана София Баварска и става баща на Албрехт II, римско-немски крал (1438 – 1439).
- Беатрис от Нюрнберг
- Елизабет от Люксембург (ляво), Албрехт III (средата) и Беатрикс Хоенцолерн (дясно) с техните гербове от 1497 г., Виена